# Edisons 1978
De Edisons 1978 werden op 15 augustus 1978 bekendgemaakt door de jury, die bestond uit Meta de Vries, Jim van Alphen, Henk van Gelder, Ruud Kuyper en Jan Maarten de Winter.
De winnaars in de categorie nationaal kregen hun prijs op 28 september 1978 uitgereikt door toenmalig minister van cultuur, Til Gardeniers. Dit gebeurde in Wassenaar. De internationale artiesten die een Edison hadden gewonnen, waren daar niet bij. Net als in 1977 was er ook dit jaar geen tv-uitzending à la het Grand Gala du Disque waarin de winnaars aan het publiek werden voorgesteld.

## Winnaars

### Internationaal
- Pop: Gerry Rafferty voor City to city
- Vocaal: Abba voor The Album
- Pop: Elvis Costello voor My Aim Is True
- Jazz: Woody Herman voor The New Thundering Herd
- Country: Emmylou Harris voor Quarter Moon in a Ten Cent Town
- Singer/songwriter: Billy Joel voor The Stranger
- Musical/Film: Quincy Jones voor Roots (Soundtrack)
- Single van het jaar: Kate Bush voor Wuthering heights
- Extra: Bette Midler voor Live At Last

### Nationaal
- Vocaal: Tol Hansse voor Moet Niet Zeuren
- Vocaal: Peter Koelewijn voor Het Beste In Mij Is Niet Goed Genoeg Voor Jou
- Vocaal: Maggie MacNeal voor Fools Together
- Instrumentaal: Jan Akkerman voor Jan Akkerman
- Cabaret en theater: Willem Nijholt & cast van de musical Foxtrot voor Foxtrot
- Jeugd: Wieteke van Dort voor Lawaaipapegaai 1
- Pop: Gruppo Sportivo voor 10 Mistakes
- Extra: Van Kooten en de Bie voor Hengstenbal

1960 · 1961 · 1962 · 1963 · 1964 · 1965 · 1966 · 1967 · 1968 · 1969 · 1970 · 1971 · 1972 · 1973 · 1974 · 1975 · 1976 · 1977 · 1978 · 1979 · 1980 · 1981 · 1982 · 1983 · 1984 · 1985 · 1986 · 1987 · 1988 · 1989 · 1990 · 1991 · 1992 · 1993 · 1994 · 1995 · 1996 · 1997 · 1998 · 1999 · 2000 · 2001 · 2002 · 2003 · 2004 · 2005 · 2006 · 2007 · 2008 · 2009 · 2010 · 2011 · 2012 · 2013 · 2014 · 2015 · 2016 · 2017 · 2018 · 2019 · 2020 · 2021 · 2022 · 2023 · 2024